# Anthony Browne (auteur)
Anthony Browne (Sheffield, 11 september 1946) is een Brits illustrator van kinderboeken.

## Leven
Als kind wilde Browne journalist, cartoonist of bokser worden, maar na zijn studies aan het Leeds College of Art kwam hij in de advertentiewereld terecht. Later werd hij anatomisch tekenaar in een ziekenhuis. Na drie jaar werd dat werk hem te repetitief. Hij begon met het ontwerpen van prentkaarten, de start van zijn carrière als illustrator – de gorillafiguur op een van zijn ontwerpen zal uiteindelijk het hoofdpersonage van Gorilla worden.

## Werk
Browne debuteerde in 1976 met zijn kinderboek Through the magic mirror. Zijn echte doorbraak kwam er in 1983 met het meermaals bekroonde Gorilla. Gorilla’s komen vaak voor in zijn werk, omdat ze hem aan zijn jong gestorven vader doen denken: groot, machtig en sterk, maar ook zachtaardig en lief. Overigens is ook de vaderfiguur vaak een thema in zijn boeken, zoals in Mijn papa en in Anthony Browne’s King Kong.
Naast eigen werk illustreert hij ook werk van andere auteurs en hertaalt en tekent hij ook klassiekers zoals De avonturen van Alice in wonderland. "Browne combineert een bijna fotografisch realistische tekenstijl – een erfenis uit zijn tijd als medisch tekenaar – met bevreemdende, dromerige elementen en grappige details – de invloed van zijn fascinatie voor surrealistische dichters. Uit kleurrijke aquareltekeningen blijkt een sterke empathie voor zijn vaak wat eenzelvige, gevoelige hoofdpersonages."
In 2009 werd Browne verkozen tot Children’s Laureate en werd hij twee jaar lang ambassadeur van de kinder- en jeugdliteratuur in Engeland.

## Bekroningen
- 1989: Zilveren Griffel voor Gorilla
- 1990: Zilveren Griffel voor De tunnel
- 1991: Vlag en Wimpel (Griffeljury) voor Er gaat iets veranderen
- 2000: Hans Christian Andersenprijs (illustratoren)

- Bibsys: 90603613
- Biblioteca Nacional de España: XX1038602
- Bibliothèque nationale de France: cb118942211 (data)
- Catàleg d'autoritats de noms i títols de Catalunya: 981058588454906706
- CiNii: DA01522544
- Digitale Bibliotheek voor de Nederlandse Letteren: brow016
- Gemeinsame Normdatei: 122394690
- International Standard Name Identifier: 0000 0001 2147 2355
- Library of Congress Control Number: n79109039
- Nationale Bibliotheek van Letland: 000011277
- Bibliotheek van het Japanse parlement: 00434590
- Nationale Bibliotheek van Tsjechië: xx0033016
- Nationale bibliotheek van Australië: 35022910
- Nationale Bibliotheek van Israël: 987007311742105171
- Nationale Bibliotheek van Polen: a0000003672899
- Nederlandse Thesaurus van Auteursnamen: 074595296
- RKD-Nederlands Instituut voor Kunstgeschiedenis: 461222
- SNAC: w6305vbg
- Système universitaire de documentation: 026755432
- Trove: 796904
- Union List of Artist Names: 500082932
- Virtual International Authority File: 109059869
- WorldCat: E39PBJbxCKxfWxRVxKcgYrQXh3